# John Whitelaw
John Whitelaw (ca. 1947) is een Canadees - Amerikaans klavecinist.

## Levensloop
Whitelaw, geboren in de Verenigde Staten, studeerde aan het Conservatorium van Chicago en werd in Montreal en in Antwerpen een student van Kenneth Gilbert van 1967 tot 1971.
In 1970 won hij de Prix d'Europe met de eraan verbonden studiebeurs voor verdere studie in Europa.
In 1971 behaalde hij in Brugge de Tweede prijs (na Scott Ross) in het internationaal klavecimbelconcours, georganiseerd in het kader van het Festival Musica Antiqua. Hij was ook laureaat in de internationale klavecimbelwedstrijd in Parijs.
Whitelaw doceerde vele jaren aan het Koninklijk Conservatorium van Gent. Hij speelt zowel klavecimbel als pianoforte en clavichord. Hij trad vaak op als begeleider van de sopraan Gerda Hartman en andere zangeressen, vooral in het repertoire van het Duitse Lied.
Hij stichtte en dirigeerde verschillende vocale ensembles, onder meer het Ensemble of Voices. Hij was de klavecinist van het "Five Centuries Ensemble", dat collages maakte van oude en hedendaagse muziek.
Hij heeft meegewerkt aan heel wat platenopnamen met muziek van Domenico Scarlatti en met liederen van Mozart, Hugo Wolf en Paul Hindemith. Hij gaf in 1996 een solo-album uit gewijd aan de muziek van William Byrd.

## Discografie
- William Byrd: Harpsichord Works (1996 en 2006).

- International Standard Name Identifier: 0000 0000 7553 282X
- Virtual International Authority File: 105853480
- WorldCat: E39PBJy8qVTqtKBpdqKgb93qQq